# Centrale operativa di combattimento

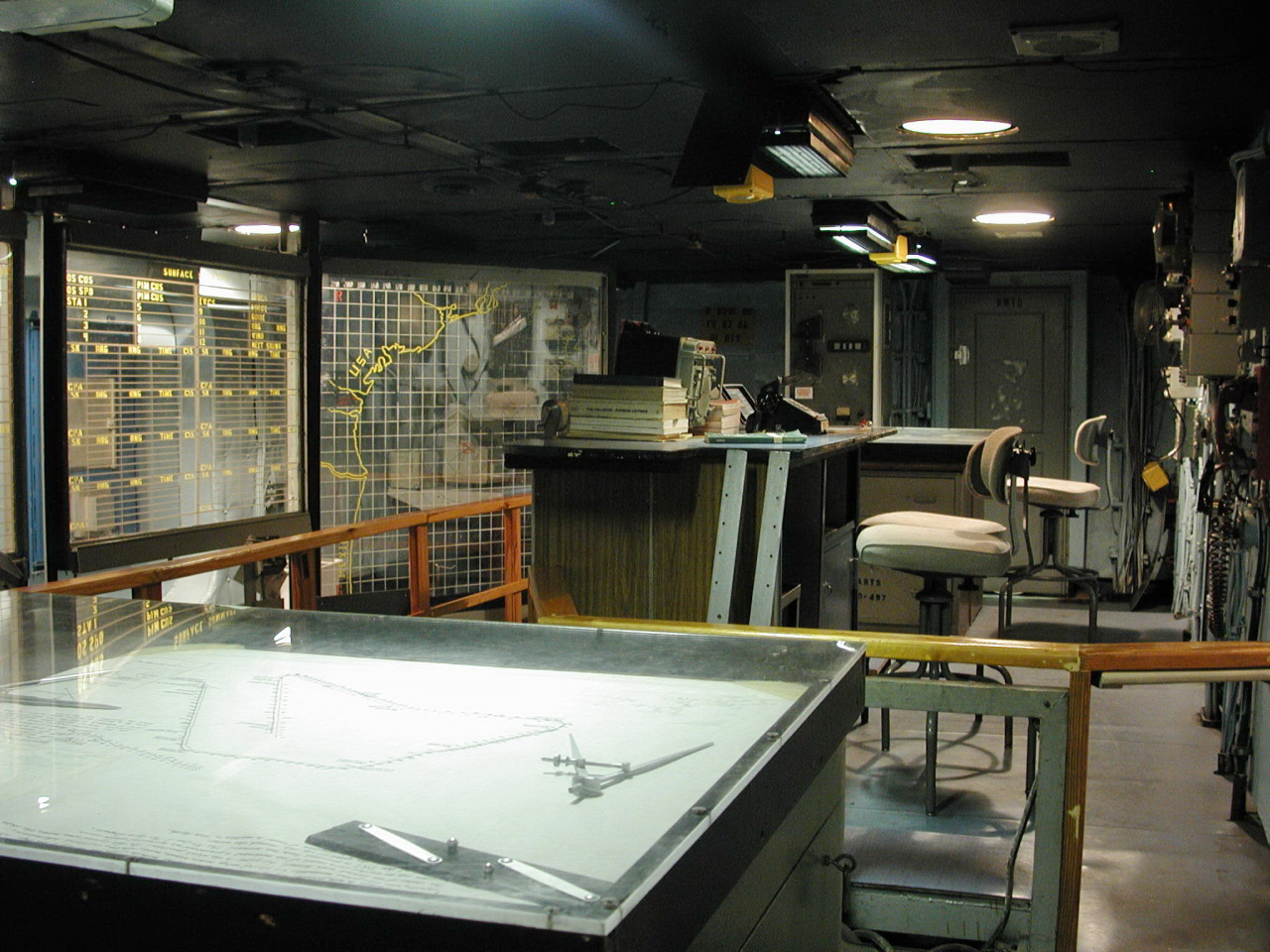
La centrale operativa di combattimento della portaerei USS Lexington (CV-16), nave museo.

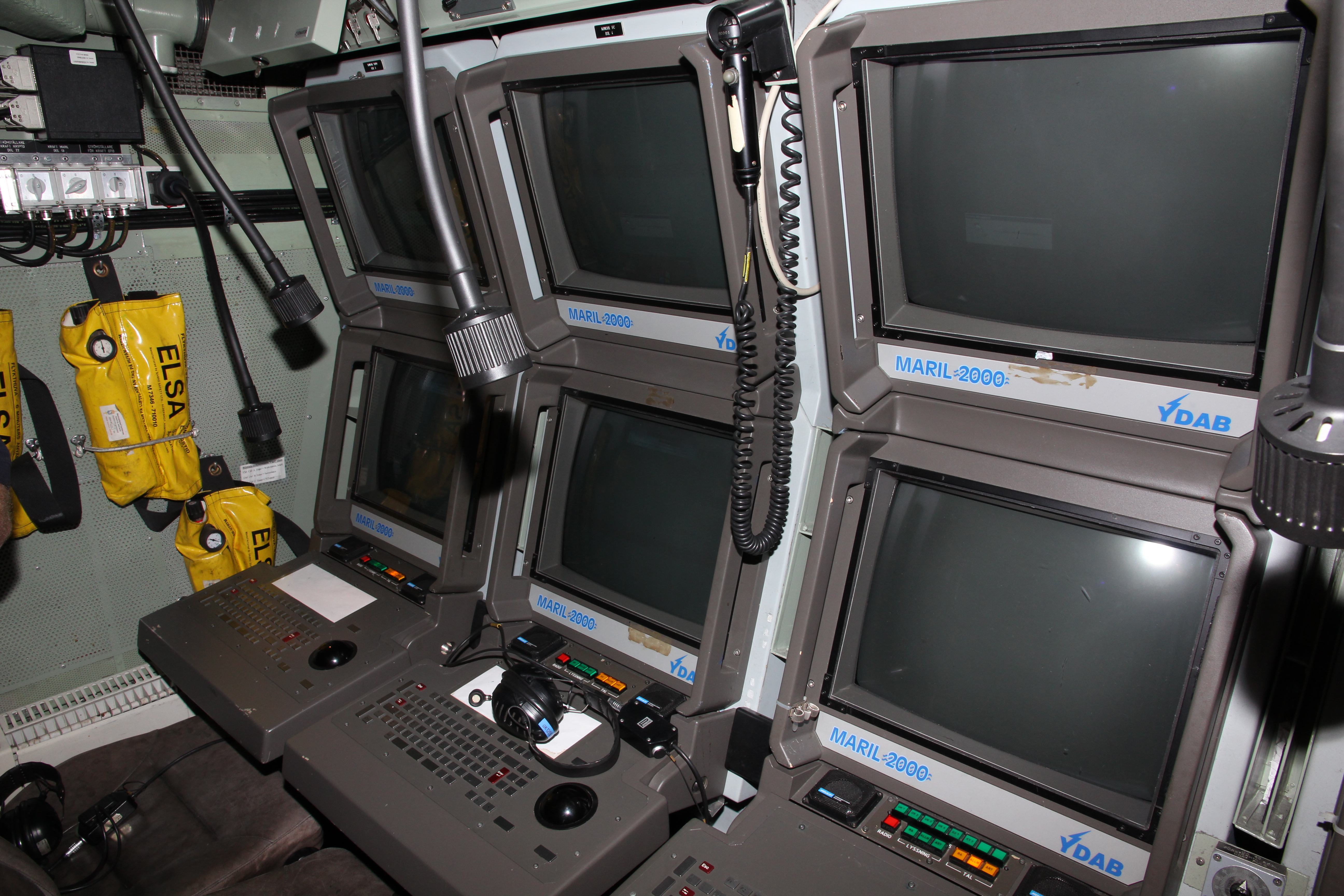
La COC a bordo della motovedetta missilistica della marina svedese Ystad (R142), radiata e diventata museo, con computer relativamente moderni.

La centrale operativa di combattimento, all'interno di una nave da guerra, nota anche con la sigla COC, è la sala nella quale convergono tutte le informazioni rilevate dai sensori della nave, e dalla quale partono gli ordini operativi ai sistemi d'arma della nave stessa.
La sua struttura si è evoluta nel tempo con l'evolversi dei sistemi di scoperta; inizialmente, quando ancora non esistevano i computer ed i radar erano appena agli inizi, la sala ospitava la o le consolle radar. Il suo nome in inglese è combat information center.
La sua dimensione varia grandemente in base alle dimensioni e al compito della nave. In una nave da assalto anfibio, oltre alla gestione dei sistemi d'arma dovrà anche essere svolto il coordinamento dell'assalto, dei mezzi da sbarco e dei mezzi aerei.